# Jamaica Say You Will (Joe Cocker)
Jamaica Say You Will è un album di Joe Cocker. Il CD, registrato nel 1974, è stato distribuito nel 1975, edito da Cube Records per il mercato europeo, e da A&M Records per il mercato statunitense.

## Tracce
1. (That's What I Like) In My Woman (Matthew Moore) - 3:24
2. Where Am I Now (Jesse Ed Davis) - 4:14
3. I Think It's Going to Rain Today (Randy Newman) - 3:59
4. Forgive Me Now (Matthew Moore) - 3:24
5. Oh Mama (Jim Price) - 4:10
6. Lucinda (Randy Newman) - 3:53
7. If I Love You (Daniel Moore) - 3:55
8. Jamaica Say You Will (Jackson Browne) - 4:15
9. It's All Over But the Shoutin'  (Joe Hinton, Johnny Bristol) - 3:54
10. Jack-A-Diamonds (Jim Price) - 3:35

## Formazione
- Joe Cocker - voce
- Chuck Rainey - basso
- Bernard Purdie - batteria
- Henry McCullough - chitarra
- Richard Tee - pianoforte, organo Hammond
- Chris Stewart - basso
- Joe Correro - batteria
- Jean Roussel - organo Hammond
- Nicky Hopkins - pianoforte
- Jimmy Karstein - batteria
- Jim Price - organo Hammond, cori, trombone
- Dave McDaniel - basso
- Dan Sawyer - chitarra
- Peggy Sandvig - pianoforte
- Daniel Moore - chitarra, cori
- Don Poncher - percussioni
- Ben Benay - chitarra, armonica a bocca
- Steve Madaio - tromba
- Trevor Lawrence - sassofono tenore
- Bobby Keys - sassofono tenore
- Jim Horn - sax alto
- Buzz Clifford, Carol Stallings, Matthew Moore, Jim Moore, Venetta Fields, Sherlie Matthews, Joanne Bell, Cynthia Barclay - cori

Note aggiuntive
- Jim Price - produttore